# Deutsche Postbank
La Postbank – eine Niederlassung der Deutsche Bank Aktiengesellschaft est une banque allemande fondée en 1989 et privatisée en 1996. Elle était précédemment une filiale du monopole d'État Deutsche Bundespost. Elle est devenue fin 2010 une filiale de la Deutsche Bank.